# Kościół Matki Boskiej Śnieżnej we Lwowie
Kościół Matki Boskiej Śnieżnej we Lwowie – jest położony przy ul. Śnieżnej 2 (ukr. вулиця Сніжна 2). Po 1945 zamknięty i przeznaczony na magazyn a następnie na Muzeum Fotografii. W poł. lat 90., po odzyskaniu przez Ukrainę niepodległości, kościół przekazano ukraińskiej cerkwi greckokatolickiej. Nosi on wezwanie Matki Boskiej Nieustającej Pomocy i jest prowadzony przez oo. Redemptorystów.

## Historia
Kościół Matki Boskiej Śnieżnej jest najstarszym katolickim kościołem Lwowa. Został wzniesiony przez osadników niemieckich przed 1340. Kościół otrzymał wezwanie Matki Boskiej Śnieżnej, tj. kultu nawiązującego  do bazyliki Santa Maria Maggiore w Rzymie, według którego papież Liberiusz i rzymianin Jan ujrzeli we śnie Matkę Boską, która powiedziała im, że w miejscu, w którym w środku lata spadnie śnieg, zostanie zbudowany kościół.
Do czasu zbudowania katedry kościół Matki Boskiej Śnieżnej był kościołem parafialnym. W 1415 arcybiskup Jan Rzeszowski przeniósł parafię do katedry a posługę w kościele objęło kolegium wikariuszy archikatedralnych. Patronat należał do rady miasta Lwowa. Po pożarach w latach 1623 i 1683 kościół był przebudowywany.
W 1763 przy kościele utworzono ponownie parafię.
W 1772 arcybiskup Wacław Sierakowski podniósł kościół do rangi kolegiaty. Była to trzecia kolegiata w archidiecezji lwowskiej, po stanisławowskiej i żółkiewskiej. Składała się ona z trzech prałatur – prepozytury, scholasterii i kantorii oraz trzech kanonii gremialnych. Prałatury otrzymały uposażenia. Z okazji zmiany statusu wnętrze świątyni zostało odrestaurowane i pokryte polichromiami, których autorem był prawdopodobnie Marcin Stroiński.
W 1780 arcybiskup Sierakowski dokonał aktu konsekracji kolegiaty. W 1785, po zniesieniu przez cesarza Józefa II kolegiat, kościół Matki Boskiej Śnieżnej stał się ponownie kościołem parafialnym. W następnych dziesięcioleciach kościół podupadł.
W latach 1888–1892 dokonano przebudowy kościoła w stylu neoromańskim pod kierunkiem Juliana Zachariewicza. Ściany pokryto mozaiką o tematyce maryjnej. Poddano renowacji ołtarz. Z Innsbrucka sprowadzono witraże. Przed kościołem ustawiono rzeźbę ze sceną Niepokalanego Poczęcia Maryi, prawdopodobnie autorstwa Pinsla.
W latach 90. miała miejsce kolejna renowacja świątyni; w jej trakcie nad wejściem umieszczono płaskorzeźbę ikony Matki Boskiej Nieustającej Pomocy.

## Architektura
Kościół Matki Boskiej Śnieżnej jest niewielką jednonawową świątynią, zwieńczoną wysoką sygnaturką, mającą od wschodu wydłużone, wielobocznie zamknięte prezbiterium a od zachodu kruchtę. Wnętrze zostało pozbawione neogotyckich polichromii z XIX w. a ściany są pomalowane na gładko.
Zachowały się ołtarze – główny i dwa boczne, balkoniki w prezbiterium, wystrój rzeźbiarski oraz przykłady kowalstwa artystycznego – kraty i kandelabry. Ołtarze przystosowano do kultu wschodniego a przed ołtarzem głównym ustawiono ikonostas wykonany w stylu neogotyckim, nawiązującym do dawnego ołtarza.